# Mateo Stamatow
Mateo Marianow Stamatow (bulgarisch Матео Марианов Стаматов; * 22. März 1999 in Pasardschik) ist ein bulgarischer Fußballspieler.

## Karriere

### Verein
Stamatow begann seine Karriere in Spanien bei Espanyol Barcelona. Nach der Saison 2017/18 verließ er Espanyol. Nach einem halben Jahr ohne Klub wechselte er im Februar 2019 in seine Heimat zu Septemwri Sofia. Im März 2019 gab er gegen Ludogorez Rasgrad sein Debüt in der Parwa liga. Bis zum Ende der Saison 2018/19 kam er zu drei Erstligaeinsätzen für Septemwri, das allerdings zu Saisonende aus der Parwa Liga abstieg.
Nach dem Abstieg kehrte er zur Saison 2019/20 nach Spanien zurück und schloss sich dem Viertligisten UA Horta an, für den er zu 21 Einsätzen in der Tercera División kam. Zur Saison 2019/20 wechselte er zurück nach Bulgarien zum Erstligisten Lewski Sofia. Für Lewski kam er zu insgesamt zwölf Einsätzen in der höchsten bulgarischen Spielklasse. Zur Saison 2021/22 wechselte Stamatow nach Russland zum Zweitligisten FK Orenburg. Für Orenburg absolvierte er 18 Partien in der Perwenstwo FNL, mit dem Verein stieg er zu Saisonende in die Premjer-Liga auf. Im Oberhaus kam er in der Saison 2022/23 zu 15 Einsätzen.
Zur Saison 2023/24 wechselte er zum Ligakonkurrenten FK Nischni Nowgorod.

### Nationalmannschaft
Stamatow nahm 2015 mit der bulgarischen U-17-Auswahl an der Heim-EM teil. Während des Turniers kam er in allen drei Partien zum Einsatz, Bulgarien schied allerdings bereits in der Vorrunde aus. Mit der U-19-Mannschaft nahm er 2017 dann auch der EM teil. Bei dieser wurde der Abwehrspieler einmal eingesetzt, mit Bulgarien scheiterte er wieder in der Vorrunde.
Im September 2022 stand er erstmals im Kader der A-Nationalmannschaft, wurde aber nicht eingesetzt.